# Christophe Noppe
Christophe Noppe (Oudenaarde, 29 novembre 1994) è un ciclista su strada belga, è professionista dal 2017.

## Palmarès

### Strada
- 2015 (EFC-Etixx)

3ª tappa Trois Jours de Cherbourg (Équeurdreville-Hainneville > Cherbourg)
- 2016 (EFC-Etixx)

3ª tappa Ronde van Zuid-Oost-Vlaanderen (Haasdonk > Haasdonk)
Liedekerkse Pijl
2ª tappa, 2ª semitappa Trois Jours de Cherbourg (Octeville > Octeville)
2ª tappa, 2ª semitappa Tour de Moselle (Amnéville > Thionville)
- 2017 (Sport Vlaanderen-Baloise, una vittoria)

De Kustpijl

#### Altri successi
- 2015 (EFC-Etixx)

Brugge-Lissewege
Meulebeke

## Piazzamenti

### Classiche monumento
- Giro delle Fiandre

2021: 102º
2022: ritirato
2023: 77º
- Parigi-Roubaix

2021: 90º
2022: fuori tempo massimo
2023: 95º
2024: fuori tempo massimo

### Competizioni mondiali
- Campionati del mondo

Doha 2016 - In linea Under-23: 114º